# Falklandsgärdsmyg
Falklandsgärdsmyg (Troglodytes cobbi) är en fågel i familjen gärdsmygar inom ordningen tättingar.

## Utbredning och systematik
Fågeln förekommer enbart på Falklandsöarna.. Tidigare behandlades den som underart till husgärdsmyg.

## Status
Från att tidigare ha ansetts vara sårbar kategoriserar internationella naturvårdsunionen IUCN arten sedan 2017 som livskraftig.